# ISOHDFS 27
ISOHDFS 27は、きょしちょう座の方向にある渦巻銀河である。2012年現在、最も重い渦巻き銀河である。
ISOHDFS 27は、きょしちょう座のハッブル・ディープ・フィールド・サウスにあり、地球から60億光年離れたところにある。銀河の質量は、銀河の回転速度から得ることができるが、それから推定される質量は太陽の1兆400億倍である。これは知られている中で最も重い銀河であり、天の川銀河の4倍以上、今までで最も重い銀河の2倍以上ある。回転速度は赤外線観測によって求められたが、これほど遠方の銀河の回転速度を求められたのは今回が初めてである。また、同じ視野に太陽の2000億倍の質量をもつ銀河と、120億光年離れた位置にも重い銀河が発見されている。
ISOHDFS 27は地球から60億光年離れたところにあり、したがって約60億年前の天体ということになる。宇宙誕生から約80億年経った時代にこのような巨大な銀河があることは、宇宙における銀河の進化を考える上で重要な発見である。
ISOHDFS 27は、その質量の全てが10万光年の領域にある。これは天の川銀河の直径と同じである。また、6000億太陽質量、すなわち約58%の質量がバリオンで構成されている。